# 庙前镇 (常宁市)
庙前镇，是中华人民共和国湖南省衡陽市常宁市下辖的一个乡镇级行政单位。

## 行政区划
庙前镇下辖以下地区：
庙前社区、国正村、庙前村、西湖村、石马村、中田村、冲山村、金龙岩村、天塘村、双义村、泉井村、双联村、弥泉村、双凤村、双桥村、麻洞村、长春村、枫树井村、候家村、春和村、新荣村、勘井村、石铺村和双冲村。

## 中国传统村落
2012年，中田村被评为首批“中国传统村落”。